# Cordyla (djur)
Cordyla är ett släkte av tvåvingar som beskrevs av Johann Wilhelm Meigen 1803. Cordyla ingår i familjen svampmyggor.

## Dottertaxa tillCordyla, i alfabetisk ordning[1][2]
- Cordyla bergensis
- Cordyla bicornuta
- Cordyla bidenticulata
- Cordyla bomloensis
- Cordyla borealisa
- Cordyla borneoensis
- Cordyla brevicornis
- Cordyla confera
- Cordyla crassicornis
- Cordyla crassipalpis
- Cordyla fasciata
- Cordyla festiva
- Cordyla fissa
- Cordyla flaviceps
- Cordyla fusca
- Cordyla geminata
- Cordyla gracilis
- Cordyla insons
- Cordyla jani
- Cordyla manca
- Cordyla monegrensis
- Cordyla murina
- Cordyla neglecta
- Cordyla nitens
- Cordyla nitidula
- Cordyla orientalis
- Cordyla parva
- Cordyla parvipalpis
- Cordyla pusilla
- Cordyla recens
- Cordyla scita
- Cordyla semiflava
- Cordyla sixi
- Cordyla styliforceps
- Cordyla toraia
- Cordyla verio
- Cordyla vitiosa
- Cordyla volucris